# 胡慶餘堂
胡慶餘堂位于中国浙江省杭州市吴山北麓的河坊街大井巷路口，1988年被列为第三批全国重点文物保护单位。

## 历史
胡庆馀堂由清末红顶商人胡雪巖于同治十三年（1874年）创办，号称「江南药王」，与北方的同仁堂齐名。以“采办务真，修制务精”为制药祖训，以“是乃仁术，真不二价”为经营理念。有庆馀救心丸，避瘟丹等特色成药。胡庆馀堂辗转流入旗人手中，1911年武昌革命后，浙江军政府沒收，招標出售，为遣散旗营款项，后由施鳳翔投得。1914年，胡庆馀堂却又发还原业主志森管理。
胡庆馀堂整个建筑属于江南庭院风格，吸取了江南住宅园林的优点，建成清代前店后坊式商业建筑，占地三千余平方米，耗白银三十万两。现在开设有名医馆（中医门诊部），并设有胡庆余堂中药博物馆。在河坊街和南山路的墙壁上仍然保存着民国时期胡慶馀堂的大字广告。
1996年底，濒临破产的胡庆馀堂被青春宝集团兼并。

## 图集
- 河坊街上的大字
- 南山路上的宣传字
- 大井巷大门（斜视）
- 大井巷大门（正视）
- 大井巷大门（斜视）
- 大厅（药局）入口
- 药局大厅
- 药局大厅
- “真不二价”
- 药局大厅，门后通往胡庆余堂博物馆
- 胡庆余堂博物馆（大井巷总店内）内的大井巷总店模型 江澤民訪問杭州胡慶餘堂